# Wellesbourne
Wellesbourne is een civil parish in het bestuurlijke gebied Stratford-on-Avon, in het Engelse graafschap Warwickshire met 5849 inwoners.